# Russell-Binscarth
Pour les articles homonymes, voir Russell.

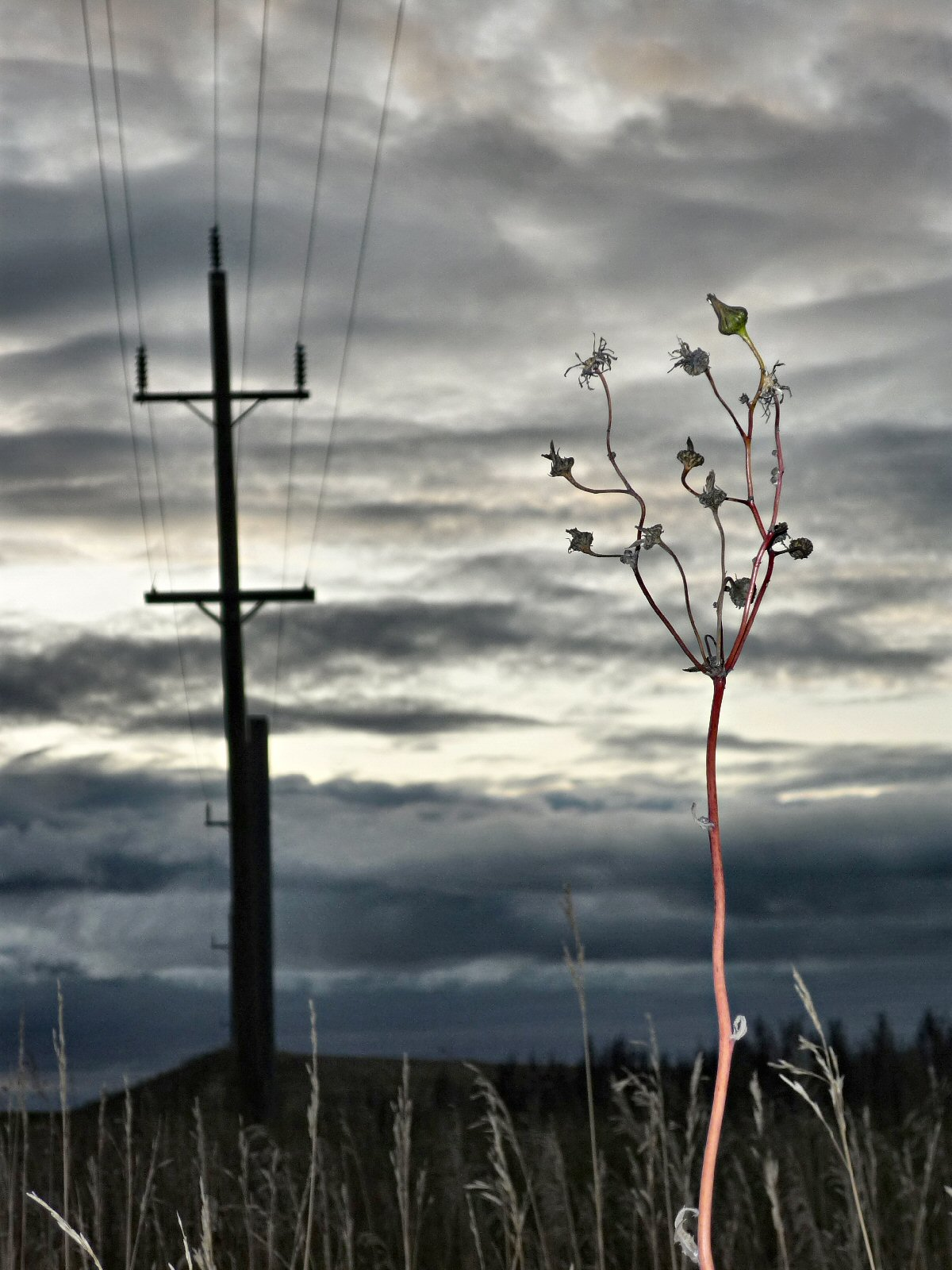
Vue sur les faubourgs de Russell.

Russell est une municipalité rurale du Manitoba située à l'ouest de la province dans la région de Parkland. La population de la municipalité s'établissait à 544 personnes en 2001. Le village de Binscarth est enclavé dans le territoire de la municipalité.

## Territoire
Les communautés suivantes sont comprises sur le territoire de la municipalité rurale:
- Harrowby
- Millwood

## Démographie
| 2011  | 2016  |
| ----- | ----- |
| 2 553 | 2 442 |

## Référence
- (en) Cet article est partiellement ou en totalité issu de l’article de Wikipédia en anglais intitulé « Rural Municipality of Russell » (voir la liste des auteurs).

1. ↑  « Statistique Canada - Profils des communautés de 2016 -   Russell-Binscarth » (consulté le 3 juin 2020)